# إدريك مينجيفار
إدريك مينجيفار بالأسباني Edrick Menjívar (من مواليد 1 مارس 1993) هو لاعب كرة قدم هندوراسي يلعب كحارس مرمى لنادي ديبورتيفو أولمبيا في دوري الدرجة الأولى لكرة القدم في هندوراس.
في 21 نوفمبر 2018 ، ظهر مينجيفار لأول مرة مع منتخب هندوراس لكرة القدم ضد تشيلي